# Погребения в Долината на царете
Тази страница съдържа списък на погребаните в Долината на царете на Тива (днешен Луксор) или в околностите.
Египтолозите използват акронима „KV“ (от „Kings Valley“), за да определят наименованието на грабниците разположени в Долината на царете. Системата е създадена от Джон Гарднър Уилкинсън през 1821 г. Тогава Уилкинсън преброява 21 гробници (някои от които са били отворени от древността) според местоположението им, като се започне от входа на долината и след това се движи на юг и на изток. Откритите в западната долина получават акронима „WV“.
Към настоящия момент разкопките все още продължават.
Забележка: Липсващите данни са за гробници, чийто собственик е все още неясен или спорен или гробницата е недовършена и никога не е използвана за погребения.

## Погребения

### Източна долина
- KV1 – Рамзес VII
- KV2 – Рамзес IV
- KV3 – Син на Рамзес III
- KV4 – Рамзес XI
- KV5 – Синовете на Рамзес II
- KV6 – Рамзес IX
- KV7 – Рамзес II
- KV8 – Меренптах
- KV9 – Рамзес V/Рамзес VI
- KV10 – Аменемес – Amenmesse
- KV11 – Рамзес III
- KV13 – Bay
- KV14 – Tawosret/Sethnakhte
- KV15 – Сети II
- KV16 – Рамзес I
- KV17 – Сети I
- KV18 – Рамзес X
- KV19 – Mentuherkhepshef
- KV20 – Хатшепсут/Тутмос I
- KV34 – Тутмос III
- KV35 – Аменхотеп II (по-късно тази гробница служи за склад; вижте по-долу)
- KV36 – Maiherpri
- KV38 – Тутмос I
- KV39 – Аменхотеп I ?
- KV42 – Хатшепсут-Meryetre
- KV43 – Тутмос IV
- KV45 – Userhet
- KV46 – Yuya и Tjuyu (родители на Тийи)
- KV47 – Сиптах
- KV48 – Аменемопет
- KV50 – животни, вероятно тези на Аменхотеп II
- KV51 – животни
- KV52 – животни
- KV54 – Тутанкамон (за балсамиране)
- KV55 – Тий и Smenkhkare/Akhenaten * KV57 – Хоремхеб
- KV60 – Ситре Ин
- KV62 – Тутанкамон
- KVB-KVT – наличие на ями, някои от които може да са били предвидени за гробници, а други за съхранения на погребални вещи.

### Западна долина
- WV22 – Аменхотеп III
- WV23 – Ай
- WV25 – Ехнатон ?

### Деир ел-Бахари
- DB320 – Служи за склад за мумии; вижте по-долу.

## Складове за мумии
Когато Новото царство започва да се разпада, по времето на периода на Рамзес, обирите на гробници стават широко разпространени. Някои доказателства предполагат, че в това дори е било замесено и жреческото духовенство. Целта е била да се използват огромните богатства от погребенията за повторно използване. За да се запазят мумиите на фараоните и техните обкръжения се използват „безопасни места“ и по-добре охранявани места.

### KV35
Това е първоначално гробницата на Аменхотеп II. В нея са били погребани и следните царе:
- Amenhotep II
- Amenhotep III
- Hatshepsut-Meryetre
- Merenptah
- Ramesses III
- Ramesses IV
- Ramesses V
- Ramesses VI
- Seti II
- Sethnakhte
- Siptah
- Tiy ?
- Thutmose IV
- Webensenu
- плюс други две неизвестни лица.

### DB320
В тази поразителна гробница, разположена в скалите с изглед към известния храм на Хатшепсут в Деир ел-Бахри, е установено, че съдържа много от най-известните фараони в Египет. Те са намерени в силно разрушено състояние, много от тях поставени в ковчези на други хора, и някои са все още неидентифицирани.
- Ahhotpe I
- Ahmose-Hentempet
- Ahmose-Henttimehu
- Ahmose-Inhapi
- Ahmose-Meryetaum
- Ahmose-Nofretiri
- Ahmose-Sipair
- Ahmose-Sitkamose
- Amenhotep I
- Amosis
- Bakt
- Djedptah-iufankh
- Duathathor-Henttawy
- Hatshepsut
- Isiemkheb
- Maatkare-Mutemhet
- Masaharta
- Merymose
- Nebseni
- Neskhons
- Nestanebt-ishru
- Nodjmet
- Paheripedjet
- Pediamun
- Pinudjem I
- Pinudjem II
- Rai
- Ramesses I
- Ramesses II
- Ramesses III
- Ramesses IX
- Seniu
- Seqenenre-Taa II
- Seti I
- Siamun
- Siese
- Sitamun
- Sutymose
- Tayuheret
- Tetisheri
- Thutmose I
- Thutmose II
- Thutmose III
- Wepmose
- Wepwawet-mose
- плюс други осем неизвестни лица.